# Jin Ji-hee
Dans ce nom coréen, le nom de famille, Jin, précède le nom personnel.
Ne doit pas être confondu avec Ji Jin-hee.
Jin Ji-hee (coréen : 진지희) née le 25 mars 1999 à Dongjak-gu (Séoul), est une actrice sud-coréenne.
Elle commence sa carrière en tant qu’actrice enfant et est surtout connue pour ses rôles dans le film Hansel et Gretel.
En juin 2019, elle signe avec une nouvelle agence, C-JeS Studios (en).

## Filmographie

### Cinéma
- 2005 : Cello : Yoon-hye
- 2006 : Bambi 2 : La sœur de Thumper (doublage coréen)
- 2006 : Hansel et Gretel : Jung-soon
- 2010 : Océans : Narrateur (doublage coréen)
- 2012 : Doomsday Book : Park Min-seo
- 2014 : The Huntresses : Jin-ok (jeune)
- 2016 : Sado : Princesse Hwawan

### Télévision
- 2008 : East of Eden : Lee Gi-soon (jeune)
- 2014 : Can We Love? : Lee Se-ra
- 2017 : Fight for My Way : Jang Bo-ram
- 2018 : 100 Days My Prince : Jin Rin
- 2021 : The Penthouse: War in Life : Yoo Je-ni